# Verbal Abuse
Verbal Abuse est un groupe américain de hardcore punk / crossover thrash formé à Houston en 1981. 

## Biographie
Ils étaient l'un des premiers groupes de punk hardcore. En 1983, ils déménagent à San Francisco où ils enregistrent Just An American Band, un album hardcore de référence. En 1985, avec de nombreux changements de membres du groupe, ils sont passés à un son crossover thrash, devenant un élément important de la scène naissante du crossover thrash californien. Finalement, ils s'installèrent à Oakland, en Californie. Le chanteur Nicki Sicki quitte le groupe en 1984, et le groupe continue sans lui. Il revient dans le groupe en 2004. En 

## Personnel

### Membres actuels
- Nicki Sicki – Chant (1981–1984, 2004–présent)
- Jason Friedman – Basse (2023–présent)
- Ed Loco (2004-2005, 2012-2014-présent)
- Ed Loco Jr. (2004–présent)

### Anciens membres
Chanteurs
- Scotty Wilkins (1984–1995, 2000)

guitaristes
- General Electric (alias GE) (1981-1982)
- Joie Mastrokalos (1982-1987)
- Jason Shapiro (1985-1986)
- Andy Schuman (1987–1995, 2006–2007)
- Ed Loco (2004-2005, 2012-2014)
- Bubba Dennis (2005)
- Jess Aaron (2007)
- Sean Sutton (2007)
- Greg Elliot (2007–2008)
- Luke Skeels (2009–2011)

bassistes
- Radi Kilowatt (1981–1983)
- Brett Dodwell (1983-1984)
- Nick Nobody (2004–2006)
- Dave Chavez

Batteurs
- John Glenn (1981–1983)
- Brian « Damage » Keats (1983)
- Bitchy Bill (1983)
- Gregg James (1983–1989)
- Mike Chubka (1988–1989)
- Chris Kontos (1989-1995, 2000)
- Ed Loco Jr. (2004–2005)

## Discographie
LP
- Just an American Band, Fowl Records (1983)
- Rocks Your Liver, Boner Records (1986)
- Passport- Verbal Abuse of America Live in Berlin, Destiny Records (1989)
- Red, White & Violent, Century Media Records (1995)
- Just an American Band, Beer City Records (LP: 1986, CD: 2002)
- Rocks Your Liver (and then some), Malt Soda Recordings (2006)

Compilations
- Them Boners Be Poppin compilation, Boner Records (1985)
- Rat Music for Rat People, Vol. 3, CD Presents (1987)
- Thrasher Vol. 10 Compilation (1988)
- Taking Out a Little Aggression (2007)